# Prut (mechanika)

Prostě podepřený přímý prut (neposuvná kloubová podpora nalevo, posuvná napravo)

Konzolový prut (dokonalé vetknutí odebírá 3 stupně volnosti)

Prut v mechanice je prvek, u něhož jeden délkový rozměr l značně převládá nad rozměry příčnými d, h. Prut je možné definovat také pomocí tělesa vytvořeného pohybem těžiště průřezu po střednici, při kterém je k ní průřez kolmý. Střednice může být obecně přímá, lomená či zakřivená čára. Prut je v teorii idealizací skutečného tvaru prvku, při zanedbání nepřesností v geometrii, nestejnorodosti materiálu a jeho vlastností. Pruty jsou nejjednoduššími konstrukčními prvky, z nichž lze kombinací vytvořit složitější prutové soustavy – prutové konstrukce. Konce prutu a spojnice dvou nebo více prutů v bodě se nazývají styčníky. Praktickými příklady typů prutů podle nejčastějšího způsobu namáhání jsou například nosník (ohyb, smyk, krut), sloup (tlak), vzpěra (vzpěrný tlak), táhlo (tah), příčle (tah, tlak, ohyb), zavěšené lano (tah). Obecně lze aplikováním různých zatížení u každého typu prutu kombinovat různé druhy namáhání.

## Rozdělení prutů
Pruty lze dělit podle:
| tvaru střednice                               | polohy střednice v prostoru | materiálu                                                    | uzavřenosti průřezu                                                                                          | tvaru průřezu (nejběžnější)                                                                                | proměnnosti průřezu prutu na délce                                                           | typu namáhání průřezu                                                 |
| --------------------------------------------- | --------------------------- | ------------------------------------------------------------ | --- | --- | -------------------------------------------------------------------------------------------- | --------------------------------------------------------------------- |
| - přímé - lomené - zakřivené - obecného tvaru | - rovinné - prostorové      | - dřevěné - ocelové - betonové (železobetonové) - kompozitní | - s otevřeným průřezem (např. I, U, H, C, L, T) - s uzavřeným průřezem (např. krabicové, trubkové, komorové) | - otevřené (I,U,H...) - obdélníkové - čtvercové - kruhové (plné) - trubkové (duté) - složené - tenkostěnné | - prut konstantního průřezu - prut proměnného průřezu (změny mohou být skokové nebo plynulé) | - ohýbané - tažené - tlačené - kroucené - namáhané smykem - kombinací |

## Absolutně tuhý prut
Pojem absolutně tuhého prutu je abstraktním modelem reálného prutu, užívaným při řešení teoretických problémů mechaniky. Absolutně tuhý prut je idealizací, která předpokládá, že jakákoliv změna na jednom konci prutu se okamžitě projeví i na druhém konci. To znamená, že materiál prutu má nulovou pružnost, resp. nekonečně velkou tuhost. V reálném prutu se tato změna, např. silový impulz, šíří z místa působení vždy reálnou rychlostí, která je menší než rychlost světla c. Příkladem absolutně tuhého prutu je kyvný prut.

## Stupně volnosti prutu
| Název vazby           | Násobnost vazby |
| --------------------- | --------------- |
| Kyvný prut            | 1               |
| Posuvný kloub         | 1               |
| Neposuvný pevný kloub | 2               |
| Posuvné vetknutí      | 2               |
| Dokonalé vetknutí     | 3               |

Podle toho, zda je prut rovinný či prostorový může mít různý počet stupňů volnosti. Prut má obecně na přímce 1 stupeň volnosti (1 posun), v rovině má 3 stupně volnosti (2 posunutí, 1 pootočení). V prostoru má 6 stupňů volnosti (3 posunutí, 3 pootočení). Tyto stupně volnosti mu mohou být odebrány vedeními či vazbami. Tyto vazby mohou být jedno- až šesti-násobné, podle toho, kolik stupňů volnosti prutu odebírají.